# Hrestač (orodje)
Hrestač je terilec lešnikov in orehov, oblikovan kot lesena izrezljana figura vojaka, kralja, viteza ali kakšne druge pomembne oblastne osebnosti. Od svojega nastanka do danes se je deloma izneveril svojemu prvotnemu namenu in postal najprej spominek in zbirateljski predmet, šele potem terilec. V germanskih deželah so se podobe hrestačev uveljavile tudi kot tradicionalni božični okras. Danes je tradicionalni leseni izdelek in eden redkih komercialnih izdelkov te vrste, ki ima širok krog ljubiteljev in zbiralcev.

## Zgodovina
Najstarejše terilce, ki so uporabljali v tihomorskih deželah (Bali) so verjetno trgovci in mornarji prenesli v Evropo, kjer so se najprej uporabljali kot lesene mehanske naprave "na stisk", šele kasneje "na vijak". 
Hrestači, kot lesena izrezljana figura so v Evropi prisotne od 15 stoletja dalje. Zanj je značilno, da je oblikovan kot možic z velikimi usti, v katera položiš oreh in ga streš. Kovinski terilci so starejšega izvora. V Veliki Britaniji se prvič pojavi izraz „nutcracker“ v zapisih iz leta 1481. V Nemčiji, v nemško-češkem rudogorju, se je pojavil okrog leta 1800, ime "nussknacker" pa sta v svojih pravljicah uporabljala znamenita pravljičarja brata Grimm. Prvi, ki se je leta 1872 lotil množične proizvodnje, je bil Wilhelm Füchtner. 

## Simbolika
19. stoletje velja za zlato dobo umetnosti izdelovanja lesenih hrestačev. Posebno mesto med hrestači nemške izdelave imajo podobe vladarjev. To je bilo obdobje, ko je bilo življenje ljudi pod močnim vplivom  vladarjev ter njihovih vzvodov oblasti. 
Tako so leseni možje z značilno mrkim pogledom in energično postavo predstavljali tudi neke vrste upor ali zabavni način upiranja oblastem ali vsaj lažjega sobivanja z režimom. Tako so padle tri muhe na en mah, ljudje so dobili uporaben predmet, svojo jezo so pretvorili v ustvarjalnost, in  imeli so predmet, s katerim so izražali svoj tihi odpor do oblasti. Kot tak je postal nekakšen hišni simbol in amulet, ki je svojega lastnika in njegov dom ščitil pred nesrečo in težavami. S hrestačem je vsak dobil svojega kralja ali vojaka in vrhovna oblast je vsaj za trenutek izgubila moč. Ljudstvo si je s podobami hrestačev izbiralo svoje lesene kralje, s katerimi je trlo orehe, tudi simbolne.
Simbolika hrestača je navdihnila E.T.A. Hoffmanna, ki je o njem napisal božično zgodbo. Ta je vsebinska podlaga za istoimenski balet Petra Iljiča Čajkovskega „Hrestač- božična zgodba“ 

## Današnji čas
Današnji hrestači predstavljajo podobe vseh vrst – povezanih s konjički, živalmi, poklici, zanimivimi osebnostmi in so izziv  modernih industrijskih oblikovalcev. Po vsem svetu slovijo hrestači, ki jih izdelujejo v tovarni Steinbach. Danes predstavljajo hrestači predvsem  cenjen zbirateljski predmet. Eno največjih zbirk hrestačev hrani v zasebni zbirki Adolf Heidenreich iz Bavarske. V zbirki je okrog 1500 kosov teh nenavadnih lesenih skulptur, med njimi so tudi leseni hrestač s podobo Napoleona in letnico nastanka 1822 ter četica prav tako francoskih, izjemno redkih terilcev iz 16. stoletja.
- Mehanika delovanja hrestača "na stisk"
- Kovinski hrestači "na vijak"
- Sodobno oblikovan hrestač
- "Skupaj bomo strli te norce"- izvor simbola "V"- zmaga